# Maurice Lévis
Maurice Lévie dit Lévis, né le 11 novembre 1860 à Paris, ville où il est mort le 31 janvier 1941, est un peintre et aquarelliste français.

## Biographie
Fils de l'artiste peintre Juliette Lévis, Maurice Lévis naît le 11 novembre 1860 dans le 9e arrondissement de Paris. Il est l'élève des peintres Henri Harpignies, Jules Lefebvre et Pierre Billet. Il subit par leur biais l'influence de l'École de Barbizon, de l'art académique et du naturalisme, puis découvre la région de Pont-Aven. Il voyage en Afrique et en Océan indien et y peint des œuvres qui l'insère dans le courant de l'orientalisme.
Il est sociétaire du Société des artistes français à partir de 1888, y gagne une mention honorable en 1895, une médaille de troisième classe en 1896 et une médaille d'or en 1927.
En 1886, élève de Pierre Bilet il a son atelier au 57 rue du Faubourg Montmartre.
En 1890, élève d’Harpignies il a son atelier au 13 bis rue d'Aumale.
En 1896 il a son atelier au 7 rue Alfred Stevens.
Maurice Lévis peint des scènes de vie à la campagne, de bords de mer et de voyages au cours de ses déplacements en Afrique et dans l'Océan indien.
Il meurt le 31 janvier 1941 en son domicile au no 11 boulevard de Clichy dans le 9e arrondissement, et, est inhumé au cimetière de Montmartre (23e division).

## Œuvres
- Crépuscule, 1884
- Antibes, vue prise de la villa Muterse, 1888
- Atelier de serrurerie à la campagne, 1891
- Paysage fluvial à Saint-Sauge dans la Nièvre, 1892
- Biskra, l'oasis et la chaîne des Aurès, 1892
- Matinée d'été, bords de l'Yonne, 1893
- Devant la ferme, 1895
- Matinée d'automne, bord du Clain, 1898
- Sur la côte sud, île de Capri, 1898
- Arrivée du courrier de France à Mayotte (Comores), 1908
- En rade d'Aden, 1908

## Œuvres dans les collections publiques
- Étaples, musée Quentovic d'Étaples : Le Calvaire d'Étaples, huile sur toile[12].

## Œuvres à voir
- Œuvres de Maurice Levis vendues aux enchères, www.arcadja.com

## Pour approfondir